# Богатир Тимофій Кирилович
Тимофій Кирилович Богатир (нар. 1905, село Пушкарне, тепер село Грабовське Краснопільського району Сумської області — 21 січня 1977, Київ) — український радянський діяч, начальник Управління гідрометслужби Української РСР.

## Біографія
Народився у селянській родині. 
У 1925 році Т.К.Богатиря направляють вчитися на робітфак Харківського інституту народної освіти з правом отримання стипендії. Після закінчення робітфаку вступає до Харківського фізико-хімічно-математичного інституту на фізичний факультет. Після закінчення інституту у 1932 р. був рекомендований до аспірантури.
У 1932—1935 р. — викладач, директор Харківського гідрометеорологічного інституту.
У 1935—1940 р. — завідувач відділу, заступник начальника Управління гідрометслужби Української РСР.
Член ВКП(б) з 1939 року.
У 1940—1941 р. — начальник Управління гідрометеорологічної служби Української РСР.
У 1941—1944 р. — у Червоній армії: начальник Управління гідрометеорологічної служби ряду військових округів, начальник Центрального інституту прогнозів. Учасник німецько-радянської війни.
У 1944—1973 р. — начальник Управління гідрометеорологічної служби Української РСР. Був Постійним представником Української РСР у Всесвітній метеорологічній організації.
З 1973 року — персональний пенсіонер союзного значення у Києві.

## Нагороди
- три ордена Трудового Червоного Прапора (26.02.1958,)
- орден Червоної Зірки
- орден «Знак Пошани»
- медалі
- Почесна грамота Президії Верховної Ради Української РСР (14.05.1965)
- Звання "Заслужений працівник сільського господарства Української РСР"